# Iešjávri
Der Iešjávri (auch Jiešjavri) ist ein See in der nordnorwegischen Provinz (Fylke) Finnmark. Der Fluss Iešjohka stellt einen Abfluss des Sees dar, der wiederum in den Kárášjohka fließt. Der Iešjávri ist Teil des Flusssystems Tanaelva. Er liegt auf einer Höhe von 391 moh. im Hochplateau Finnmarksvidda an der Grenze zwischen den Kommunen Alta, Kautokeino und Karasjok. Mit einer Fläche von 68 km² ist der Iešjávri der größte See der Provinz Finnmark.

## Ökologischer Zustand
Die maximale Tiefe beträgt 41 Meter, wobei die Sichtweite im Jahr 2018 mit zehn Metern angegeben wurde. Im 442 km² großen Einzugsgebiet befinden sich weder landwirtschaftlich genutzte Gebiete noch dichte Bebauung. Eine Untersuchung im Jahr 2018 durch das Norsk institutt for naturforsking (NINA) ergab, dass der ökologische Zustand des Sees sehr gut sei. Die Werte seien laut des Berichts sogar nahezu mustergültig. Die Schadstoffwerte wurden dabei als sehr gering eingestuft. Die Wassertemperatur im Iešjávri erreichte im Juli 15 °C. Der niedrige Temperaturwert lässt sich unter anderem dadurch erklären, dass der See in einem windigen Gebiet liegt.
Im See leben acht verschiedene Fischarten, am stärksten vertreten sind Wandersaiblinge. Des Weiteren befinden sich zehn Arten von Wasserpflanzen im Iešjávri. Diese eher niedrige Zahl wurde vom norwegischen Institut für Naturforschung (NINA) mit dem starken Wellengang am Ufer durch die windigen Verhältnisse versucht zu begründen.

## Name
Der Name ist nordsamisch und bedeutet vermutlich „großer See“. Die norwegische Bezeichnung dafür wäre Storvatnet. Eine andere Bedeutung des Namensbestandteils ieš als „groß“ ist allerdings möglich.